# 秘閣
秘閣，是中國宮廷藏書之處，自晉、南朝宋至隋、唐，皆設有秘閣藏書，宋沿唐制設三館，改弘文館為昭文館。北宋太宗太平興國年間新建昭文館、集賢院、史館等三館收藏圖籍，總名為崇文院，通稱閣職。端拱元年（988年）又於崇文院中堂設秘閣，選三館善本圖書及書畫等入藏，藏書最為完備。淳化元年（990年）擴建秘閣，於淳化三年（992年）建成，宋太宗御題匾額“秘閣”，設直秘閣、秘閣校理等官管理秘閣事務，李至奉命兼秘书监，总秘阁书籍。真宗咸平三年（1000年），下诏向全国征集三馆所少图书，献一卷，给千钱，献三百卷以上给出身。又令三馆抄写二套，一套放置禁中龙图阁，一置后苑之太清楼。后宮中失火，延燒到崇文院與秘閣，其中藏書多有焚燬。于是出禁中本，重新校勘、校理，恢復秘閣藏书，至仁宗時，秘閣归属秘书省管理，藏書已達15785卷.
仁宗景祐元年（1034年）命翰林學士張觀、李淑、宋祁等校定整理三館與秘閣藏書，去蕪存菁、刊其訛舛，編成書目，賜名「崇文總目」，歷七年至慶曆元年七月成書，慶曆元年（1041年）十二月，翰林學士王堯臣、王洙、歐陽脩等上「新崇文總目」六十卷，是中國現存最早的一部國家書目（已殘缺）。宋朝崇文三館和秘閣曾多次失火，補缺端靠「崇文總目」。據江辟疆「目錄學研究」統計，宋代官修藏書目錄達15種左右，遠勝於其他朝代。徽宗時因三館書多遺缺，募員繕寫一式三份，一份藏於宣和殿，一份藏於太清樓，一份藏於秘閣。靖康之變時，金兵攻陷汴梁（今開封），宣和館閣藏書與二帝皆被劫送北都。康王赵构南渡在临安即位后，下诏搜求各地藏书，重建秘阁。